# Camponotus induratus
Camponotus induratus é uma espécie de inseto do gênero Camponotus, pertencente à família Formicidae.